# Treehouse of Horror XXXI
«Treehouse of Horror XXXI» (укр. «Будиночок жахів на дереві XXXI») — четверта серія тридцять другого сезону мультсеріалу «Сімпсони», прем'єра якої відбулась 1 листопада 2020 року у США на телеканалі «Fox».

## Сюжет

### Вступ: Homer Votes 2020 (укр.Гомер голосує 2020)
2020 рік, день президентських виборів США. Мардж телефонує Гомеру і каже йому прийти до виборчої дільниці у Спрінґфілдській початковій школі, щоб проголосувати. У кабінці Гомер вагається, за кого він віддати свій голос. Ліса заходить в кабінку і намагається змусити Гомера згадати все погане про попередні чотири роки. Прочитавши п'ятдесят речей, які Дональд Трамп зробив на посаді президента США, Гомер нарешті вирішує, за кого голосувати… Однак виявляється, що Гомерові просто снилося голосування.
У день інавгурації, 20 січня 2021, у Спрінґфілді панує хаос. Тоді у небі летять Чотири вершники Апокаліпсису, один з яких — це «Treehouse of Horror XXXI».

### Toy Gory (укр.«Кровопролиття іграшок»)
Мардж запитує Барта, чи він спакував свої іграшки, щоб продати на благодійність, і Барт відповідає, що прощається з ними. Однак, перед віддачею у Барт знищує їх різними способами, між вибухами та спотвореннями. Коли він закінчує, Мардж дає йому нову іграшку «Радіоактивного».
Коли Барт залишає нову іграшку в спокої, «Радіоактивний» оживає, і лялька Красті показує йому, що хлопчик зробив з усіма іншими своїми іграшками. Барт починає грає з обома, і поміщає «Радіоактивного» у мікрохвильову піч, знищуючи його. Інші іграшки об'єднуються, щоб створити план помсти…
Іграшки витягують Барта у будиночок на дереві, де вони розкривають себе живими. За допомогою пластичної операції, зробленої доктором Малібу Стейсі, вони перетворили хлопчика на звичайну іграшку. Іграшки залишають Барта під деревом, де його знаходить Ліса.
Сім'я приводить його до доктора Гібберта, де він показує, що нутрощі Барта замінили на механізм. Наприкінці сегмента у пісні оповідається, що Барту кінець, а з його мертвим тілом грають іграшки.

### Into the Homer-verse (укр.«Гомер: Навколо всесвіту»)
У ніч Хелловіна на Спрінґфілдській АЕС, Мардж телефонує Гомерові з проханням принести додому цукерки. Однак Гомер з'їв їх усі на роботі. У пошуках солодощів він потрапляє в секретну кімнату лише для людей з високим рівнем допуску.
Гомер знаходить машину, але коли вона не приймає його четвертак у USB-порт, він б'є її, і машина вибухає. В результаті, з'являються кілька Гомерів із різних паралельних всесвітів. Гомери стають друзями і проводять час разом у Спрінґфілді.
Згодом у пісні Ліса пояснює, що Гомер відкрив дірку у просторово-часовому континуумі. Коли Барт жартує над ним, «справжній» Гомер намагається задушити його, але перетворюється на нових Гомерів…
Вони прямують до атомної електростанції, але містер Бернс зупиняє їх. Версії Бернса і Смізерса з інших вимірів борються з Гомерами та перемагають. Коли Бернс дізнається від Нуар Смітерса, що Бернс його світу є його прихвостнем, він відправляє всіх альтернативних Гомерів, Бернсів і Смізерсів назад у їхні власні виміри.
Наприкінці Мардж залишається з єдиним Гомером, якого вона хотіла ― Нуар Гомером, але той перетворюється на Зеленого Кота Гомера і втікає…

### Be Nine, Rewind (укр.«Дев'ятирічна, перемотай»)
Коли Ліса приходить на вечірку на честь її 9-го дня народження Ліси, Шеррі і Террі змушують її зрозуміти, що це вечірка для невдах. Ліса просить убити її, і раптом у вікно в'їжджає машина, яка збиває неї…
Ліса раптом знову прокидається у своїй кімнаті й знову переживає останні кілька хвилин. Вона рятується від аварії (яку спричинив Гіл), поставивши Мілгауса перед автомобілем. Нельсон хапає її за руку і відводить у будиночок на дереві Барта, але їх розчавлює… Вона знову прокидається на початку, але швидко знову помирає…
Після багатьох смертей, діти дізнаються, що єдиний спосіб розв'язати часову петлю – отримати допомогу від продавця коміксів. Він пропонує серію рішень, заснованих на фільмах, однак діти вже випробували їх усі.
Зрештою вони з'ясовують, що єдиний спосіб — це вбити Гіла до того, як він встигне врізатися в будинок. Діти кидають у нього цеглину й досягають успіху. Ліса повертається додому, щоб відсвяткувати свій день народження без наслідків, за винятком того, що голова Ральфа повернута у протилежний бік…
У сцені під час титрів на честь 30-річчя виходу першої серії «Treehouse of Horror» у зворотньому порядку покадрово показані усі решта 90 хелловінських сегментів.

## Виробництво
Спочатку серія мала вийти 18 жовтня 2020 року. Однак, через сьому гру Чемпіонської серії національної ліги США з бейсболу епізод було пересунено на 2 тижні. Водночас у Канаді серія вийшла вчасно, 18 жовтня.
Сегмент «Toy Gory» повністю занімовано у стилі CGI, окрім сцени з Беном Манкевичем. Спочатку, під час першої анімації, епізод не включав персонажів у масках, однак, щоб відобразити період пандемії COVID-19, шоураннер Ел Джін попросив режисера Стівена Діна Мура, щоб усі персонажі, крім Гомера, носили маски.
У вирізаній сцені, показаній на «San Diego Comic-Con», з другого сегмента піксельний Гомер стрибає у гру «Donkey Kong».

## Цікаві факти і культурні відсилання
- За день до виходу серію було перенесено на 2 тижні пізніше через бейсбольну гру, що іронічно, оскільки у вступі епізоду «Treehouse of Horror XXX» висміювався факт, що часто серії мультсеріалу змінюють дату чи порядок виходу через непередбачуваний етер каналу «Fox».
- Серед списку того, що зробив Трамп є пункти: «Дозволив відстрілювати ведмедів у сплячці», «Назвав країни третього світу придурками», «Попросив президента України розслідувати справу Байденів», «Привіз Іванку на саміт G7», «Пом'якшив вироки» тощо. Завершує перелік пункт «І ми навіть не сказали про найгірше»[2].
- Коли у вступі Ліса питає Гомера, що сталося за 4 роки той лише згадує «Фей Данавей вручила „Оскар“ не тому фільму, і її більше ніхто не бачив», що є відсиланням до 89-ї церемонії вручення «Оскар»[2].
- Перший сегмент «Toy Gory» (укр. «Кровопролиття іграшок») є пародією на серію мультфільмів «Pixar» «Toy Story» (укр. «Історія іграшок»)[7].
- Назва другого сегмента «Into the Homer-verse» (укр. «Гомер: Навколо всесвіту») є відсиланням до мультфільму 2018 року «Into the Spider-verse» (укр. «Людина-павук: Навколо всесвіту»)[6][2].
- Містер Бернс проводить тортури над Гензелем і Гретель[7].
- Версії Гомера з інших всесвітів є: Гомер Барбера, діснеївська принцеса Гомер, Нуар Гомер, піксельний Гомер і аніме Гомер[6][7].
- Ліса згадує закон циклічного оповідання Гарлана Еллісона[7].
- Третій сегмент є пародією на фільм «День бабака» і серіал «Матрьошка»[7][2].

## Ставлення критиків і глядачів
Під час прем'єри серію переглянули 4,93 млн осіб з рейтингом 1.7, що зробило її найпопулярнішим шоу на каналі «Fox» тієї ночі, і найпопулярнішим епізодом 32 сезону.
Тоні Сокол з «Den of Geek» дав серії чотири з половиною з п'яти зірок, сказавши, що серія «є найкращою у сезоні на даний момент, але серії „Treehouse of Horror“ завжди є яскравими моментами сезону, і це набагато надійніше, ніж різдвяні епізоди… Вступ ― це політичний трилер, але самі сегменти — це класична комедія».
Джессі Берета із сайту «Bubbleblabber» оцінив серію на 9,5/10, сказавши:
|  | Серія перевершує очікування. Щорічний традиційний святковий [хелловінський] епізод завжди є одним із найкращих епізодів сезону. Цьогорічний випуск пішов ще далі, викликавши сміх, страх і відповідні сюжети. |

2021 року вступ серії «Homer Votes 2020» було номіновано на премію Веббі.
Згідно з голосуванням на сайті The NoHomers Club більшість фанатів оцінили серію на 4/5 із середньою оцінкою 3,9/5.